# 高尾晶子
高尾 晶子（たかお あきこ、本名同じ、1972年9月12日 - ）は、日本のタレント。血液型はA型。サムズ所属（業務提携）。

## 来歴・人物
広島県安芸郡府中町出身。広島県立安芸高等学校を卒業後上京し、専門学校東京アナウンス学院を卒業後にタレントになった。
1993年10月、深夜番組「トゥナイト」（テレビ朝日系）のリポーターになる。翌1994年春、司会者交替（利根川裕→石川次郎）に伴い、番組は「トゥナイト2」として再スタートするが、彼女と同じく「トゥナイト」末期から活躍していた青木愛（現参議院議員）やせがわきり、「トゥナイト2」から加わった岡元あつこ・そめやゆきこ・原田里香などとともに「トゥナイト2」を代表する女性リポーターとして活躍した。
グラビアタレントではないが、番組内で出た話が発展して1998年には写真集を出し、地元・広島のタウン情報誌「月刊タウン情報ひろしま」で取り上げられたり、「トゥナイト2」でせがわきりとともに地元に帰郷した様子が放送されたりしたこともあった。また、「トゥナイト」「トゥナイト2」を通じて数少ない地方出身だったこと（他には新潟県出身の菊池美緒がいるくらい）もあり、よく番組の中で司会の石川次郎から出身地について言われることもあった。
「トゥナイト2」最終回（2002年3月28日深夜）までリポーターを続け、「トゥナイト」「トゥナイト2」を通じて8年半リポーターとして活躍したことになり、女性リポーターとしては最長年数である。ただ、女性リポーターの入れ替わりが激しく正確な記録が存在しないことや、育児中または妊娠中の元リポーターが何人かいたことなどもあって、最終回にかつて彼女とともに活躍した往年の女性リポーターは誰一人出演しなかった。
「トゥナイト2」終了後は以前ほど目立たなくなったが、「SG競艇LIVE」の司会兼リポーター、「ジャスト」（TBS系、終了）や「2時っチャオ!」（TBS系）のリポーター、「路上魂」（Bayfm）のDJ（ポカスカジャンと共演）、「ビックカメラTVショッピング」の出演者として活動している。
自身は未だ独身だが、リポーター仲間である岡元あつこ・伊藤由希子・菊池美緒の結婚のキューピッド役をしたのは高尾という。

## 主な出演番組

### テレビ
- トゥナイト（テレビ朝日系）
  - トゥナイト2（テレビ朝日系）
  - 蘇るトゥナイト2（2016年12月25日・2017年1月19日・2月23日、テレ朝チャンネル2） - 進行役
- ジャスト（TBS系）
- 競艇関連番組
  - SG競艇LIVE
  - ニュースワイド BOAT RACE EX（日本レジャーチャンネル）
  - BOAT RACEライブ 賞金王決定戦 （テレビ東京系）
- ビックカメラTVショッピング（2007年 - 、BS-i、BSジャパン、BS999）
- 2時っチャオ!（TBS系）

#### テレビドラマ
- ケイゾク 第5話（1999年2月5日、TBS） - 高梨さと子 役

### ラジオ
- 路上魂（bay FM）
- 競艇関連情報番組（文化放送）
  - もっと!遊ぼーと!!
  - 圭市・邦丸☆ドリボート
  - SG競艇LIVE
  - MAX・邦丸　Ride on Boat

## 写真集
- TAKAO（ぶんか社）